# Foothill Farms
Foothill Farms és una concentració de població designada pel cens dels Estats Units a l'estat de Califòrnia. Segons el cens del 2000 tenia 17.426 habitants.

## Demografia
Segons el cens del 2000, Foothill Farms tenia 17.426 habitants, 6.563 habitatges, i 4.462 famílies. La densitat de població era de 2.912,6 habitants/km².
Dels 6.563 habitatges en un 36,3% hi vivien nens de menys de 18 anys, en un 42,1% hi vivien parelles casades, en un 18,7% dones solteres, i en un 32% no eren unitats familiars. En el 24,2% dels habitatges hi vivien persones soles el 6,6% de les quals corresponia a persones de 65 anys o més que vivien soles. El nombre mitjà de persones vivint en cada habitatge era de 2,65 i el nombre mitjà de persones que vivien en cada família era de 3,13.
Per edats la població es repartia de la següent manera: un 29,1% tenia menys de 18 anys, un 11,6% entre 18 i 24, un 30,3% entre 25 i 44, un 19,1% de 45 a 60 i un 10% 65 anys o més.
L'edat mediana era de 31 anys. Per cada 100 dones de 18 o més anys hi havia 89,7 homes.
La renda mediana per habitatge era de 38.049 $ i la renda mediana per família de 41.582 $. Els homes tenien una renda mediana de 31.032 $ mentre que les dones 26.414 $. La renda per capita de la població era de 16.358 $. Entorn del 9,9% de les famílies i el 12,8% de la població estaven per davall del llindar de pobresa.

## Poblacions més properes
El següent diagrama mostra les poblacions més properes.